# Berge (Neu-Eichenberg)
Berge ist der nach Einwohnerzahl kleinste Ortsteil der Gemeinde Neu-Eichenberg im nordhessischen Werra-Meißner-Kreis. Zu Berge gehört auch der Weiler Neuenrode. Der Ort liegt am Dreiländereck der deutschen Bundesländer Hessen, Thüringen und Niedersachsen.

## Geschichte

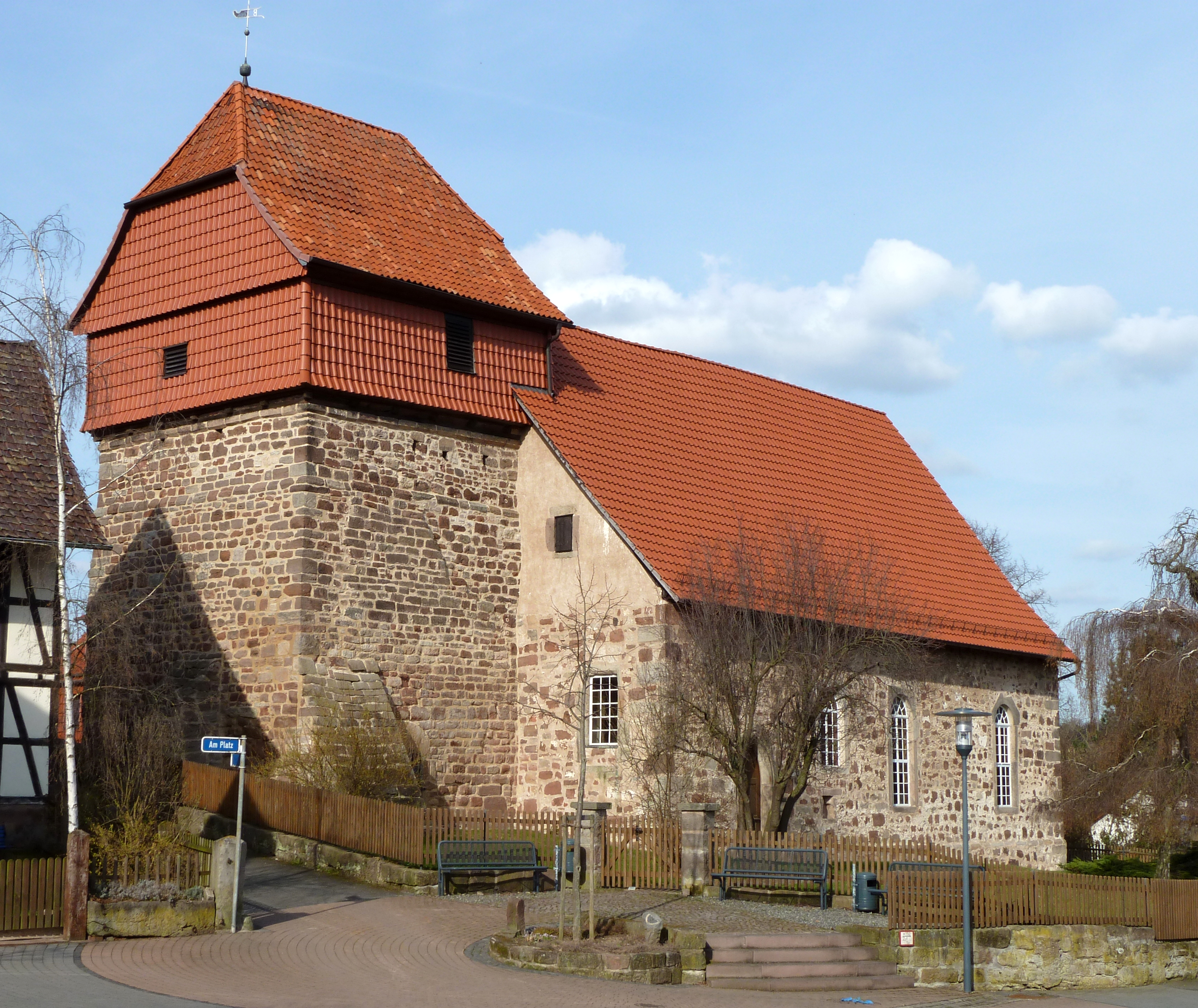
Wehrkirche in Berge

### Ortsgeschichte
Die älteste bekannte und gesicherte schriftliche Erwähnung von Berge stammt aus dem Jahr 1144. Der Ort gehörte im Spätmittelalter den Herren von Plesse und den Herzögen von Braunschweig. Von diesen trugen im 15. Jahrhundert die nach dem Ort benannten Herren von Berge und die Familie von Bischoffshausen den Ort zu Lehen. Bis ins 19. Jahrhundert waren die Herren von Bischoffshausen bestimmend für das Dorfgeschehen. In der Wehrkirche sind einige Familienmitglieder begraben.
Berge gehörte bis 1821 zum hessischen Amt Ludwigstein/Witzenhausen und danach zum Landkreis Witzenhausen. Während der französischen Besetzung gehörte der Ort zum Kanton Friedland im Königreich Westphalen (1807–1813).
Das nordwestlich vom Ort gelegene Gut Neuenrode ist bereits seit dem 10. Jahrhundert bekannt.
Zum 1. Februar 1971 fusionierten die Gemeinde Berge im Zuge der Gebietsreform in Hessen mit vier weiteren Gemeinden freiwillig zur neuen Gemeinde Neu-Eichenberg.
Sitz der Gemeindeverwaltung wurde Hebenshausen. Ortsbezirke nach der Hessischen Gemeindeordnung wurden nicht errichtet.

### Verwaltungsgeschichte im Überblick
Die folgende Liste zeigt die Staaten und Verwaltungseinheiten, denen Berge angehört(e):
- vor 1567: Heiliges Römisches Reich, Landgrafschaft Hessen, Amt Witzenhausen
- ab 1567: Heiliges Römisches Reich, Landgrafschaft Hessen-Kassel, Amt Witzenhausen
- 1627–1834: Landgrafschaft Hessen-Rotenburg (sogenannte Rotenburger Quart), teilsouveränes Fürstentum unter reichsrechtlicher Oberhoheit der Landgrafschaft Hessen-Kassel bzw. des Kurfürstentums Hessen
- ab 1806: Landgrafschaft Hessen-Kassel, Rotenburger Quart, Amt Witzenhausen
- 1807–1813: Königreich Westphalen, Departement der Leine, Distrikt Göttingen, Kanton Friedland
- ab 1815: Kurfürstentum Hessen, Amt Witzenhausen[7]
- ab 1821/22: Kurfürstentum Hessen, Provinz Niederhessen, Kreis Witzenhausen[8][Anm. 2]
- ab 1848: Kurfürstentum Hessen, Bezirk Eschwege
- ab 1851: Kurfürstentum Hessen, Provinz Niederhessen, Kreis Witzenhausen
- ab 1867: Königreich Preußen, Provinz Hessen-Nassau, Regierungsbezirk Kassel, Kreis Rotenburg
- ab 1871: Deutsches Reich,  Königreich Preußen, Provinz Hessen-Nassau, Regierungsbezirk Kassel, Kreis Witzenhausen
- ab 1918: Deutsches Reich, Freistaat Preußen, Provinz Hessen-Nassau, Regierungsbezirk Kassel, Kreis Witzenhausen
- ab 1944: Deutsches Reich, Freistaat Preußen, Provinz Kurhessen, Landkreis Witzenhausen
- ab 1945: Amerikanische Besatzungszone, Groß-Hessen, Regierungsbezirk Kassel, Landkreis Witzenhausen
- ab 1946: Amerikanische Besatzungszone, Hessen, Regierungsbezirk Kassel, Landkreis Witzenhausen
- ab 1949: Bundesrepublik Deutschland, Hessen, Regierungsbezirk Kassel, Landkreis Witzenhausen
- ab 1971: Bundesrepublik Deutschland, Land Hessen, Regierungsbezirk Kassel, Landkreis Witzenhausen, Gemeinde Neu-Eichenberg[Anm. 3]
- ab 1974: Bundesrepublik Deutschland, Land Hessen, Regierungsbezirk Kassel, Werra-Meißner-Kreis, Gemeinde Neu-Eichenberg

## Bevölkerung

### Einwohnerstruktur 2011
Nach den Erhebungen des Zensus 2011 lebten am Stichtag dem 9. Mai 2011 in Berge  171 Einwohner. Darunter waren 3 (1,8 %) Ausländer. Nach dem Lebensalter waren 36 Einwohner unter 18 Jahren, 66 zwischen 18 und 49, 36 zwischen 50 und 64 und 36 Einwohner waren älter. Die Einwohner lebten in 63 Haushalten. Davon waren 9 Singlehaushalte, 18 Paare ohne Kinder und 30 Paare mit Kindern, sowie 6 Alleinerziehende und keine Wohngemeinschaften. In 9 Haushalten lebten ausschließlich Senioren und in 36 Haushaltungen lebten keine Senioren.

### Einwohnerentwicklung
| Quelle: Historisches Ortslexikon |                                     |
| • 1569:                          | 14 Hausgesesse                      |
| • 1681:                          | 16 Mannschaften                     |
| • 1744:                          | 104 Einwohner                       |
| • 1747:                          | 19 Mannschaften mit 19 Feuerstellen |

| Berge: Einwohnerzahlen von 1834 bis 2019 | Berge: Einwohnerzahlen von 1834 bis 2019 | Berge: Einwohnerzahlen von 1834 bis 2019 | Berge: Einwohnerzahlen von 1834 bis 2019 | Berge: Einwohnerzahlen von 1834 bis 2019 |
| --- | ---------------------------------------- | ---------------------------------------- | ---------------------------------------- | ---------------------------------------- |
| Jahr |                                          |                                          |                                          | Einwohner                                |
| 1834 | 1834                                     |                                          | 254                                      | 254                                      |
| 1840 | 1840                                     |                                          | 252                                      | 252                                      |
| 1846 | 1846                                     |                                          | 260                                      | 260                                      |
| 1852 | 1852                                     |                                          | 217                                      | 217                                      |
| 1858 | 1858                                     |                                          | 169                                      | 169                                      |
| 1864 | 1864                                     |                                          | 205                                      | 205                                      |
| 1871 | 1871                                     |                                          | 213                                      | 213                                      |
| 1875 | 1875                                     |                                          | 205                                      | 205                                      |
| 1885 | 1885                                     |                                          | 160                                      | 160                                      |
| 1895 | 1895                                     |                                          | 165                                      | 165                                      |
| 1905 | 1905                                     |                                          | 141                                      | 141                                      |
| 1910 | 1910                                     |                                          | 149                                      | 149                                      |
| 1925 | 1925                                     |                                          | 169                                      | 169                                      |
| 1939 | 1939                                     |                                          | 137                                      | 137                                      |
| 1946 | 1946                                     |                                          | 278                                      | 278                                      |
| 1950 | 1950                                     |                                          | 280                                      | 280                                      |
| 1956 | 1956                                     |                                          | 223                                      | 223                                      |
| 1961 | 1961                                     |                                          | 209                                      | 209                                      |
| 1967 | 1967                                     |                                          | 169                                      | 169                                      |
| 1970 | 1970                                     |                                          | 178                                      | 178                                      |
| 1980 | 1980                                     |                                          | ?                                        | ?                                        |
| 1990 | 1990                                     |                                          | ?                                        | ?                                        |
| 2000 | 2000                                     |                                          | ?                                        | ?                                        |
| 2011 | 2011                                     |                                          | 171                                      | 171                                      |
| 2015 | 2015                                     |                                          | 141                                      | 141                                      |
| 2019 | 2019                                     |                                          | 139                                      | 139                                      |
| Datenquelle: Historisches Gemeindeverzeichnis für Hessen: Die Bevölkerung der Gemeinden 1834 bis 1967. Wiesbaden: Hessisches Statistisches Landesamt, 1968. Weitere Quellen: LAGIS; Zensus 2011; Gemeinde Neu-Eichenberg: |                                          |                                          |                                          |                                          |

### Historische Religionszugehörigkeit
Im Jahr 1885 waren von den 117 Einwohnern 115 evangelisch was 89,3 % entspricht, zwei Einwohner waren katholisch (1,7 %). 1925 waren alle 169 Einwohner evangelisch und 1961 wurden 152 evangelische  (72,7 %) und 49 katholische (23,4 %) Christen gezählt.

## Infrastruktur
In Berge gibt es das Familienzentrum Neu-Eichenberg e. V.